# Coleophora minipalpella
Coleophora minipalpella é uma espécie de mariposa do gênero Coleophora pertencente à família Coleophoridae.